# جيوفاني تريغيروس
جيوفاني تريغيروس (بالإسبانية: Giovanni Trigueros)‏ هو لاعب كرة قدم سلفادوري في مركز الدفاع، ولد في 8 ديسمبر 1966 في أهواتشابان في السلفادور. شارك مع منتخب السلفادور لكرة القدم. أما مع النوادي، فقد لعب مع نادي لويس أنخيل فيربو.

## وصلات خارجية
- جيوفاني تريغيروس على موقع الاتحاد الدولي (مؤرشف)  (الإنجليزية)
- جيوفاني تريغيروس على موقع ناشيونال فوتبول تيمز (الإنجليزية)